# Séïdath Tchomogo
Séïdath Tchomogo (Porto-Novo, 13 de agosto de 1985) é um futebolista beninense que atua como meia.

## Carreira
Séïdath Tchomogo representou o elenco da Seleção Beninense de Futebol no Campeonato Africano das Nações de 2010.